# Showtime
Showtime — американський кабельний та супутниковий преміум-телеканал, який є головним сервісом Showtime Networks, дочірньої компанії CBS Corporation, яка також володіє The Movie Channel і Flix. Програма Showtime насамперед охоплює повнометражні фільми і оригінальні телесеріали, боксерські бої та телевізійні фільми.

## Історія
Запущений 1 липня 1976 в місті Дублін, штат Каліфорнія. Ефір почався з програми «Celebration» та концерту Рода Стюарта, Pink Floyd і ABBA. Наступного тижня, 8 липня, Showtime запускається в системі Viacom Cablevision в Дубліні, штат Каліфорнія; спочатку канал належав Viacom. На кінець свого першого року в ефірі Showtime мав загалом 55 000 передплатників по всій країні. 7 березня 1978 р. Showtime став національно розподіленою послугою після того, як був під'єднаний до супутникового зв'язку, що перетворило його на конкурента HBO та інших платних кабельних мереж.
У 1979 році Viacom продала 50 % акцій Showtime корпорації TelePrompTer Corporation. 4 липня 1981 року Showtime затвердив 24-годинний графік показу програм (в грудні того ж року конкуруючий канал HBO наслідував його приклад). У 1982 році Group W Cable, дочірня компанія Westinghouse Electric Corporation (яка придбала TelePrompTer в попередньому році), продала свою 50 % частку в Showtime назад компанії Viacom за 75 мільйонів доларів; продаж частки Group W в каналі сталася після того, як компанія вступила в партнерство з Walt Disney Productions (нині The Walt Disney Company) для розробки конкуруючого преміального сервісу The Disney Channel (Group W вийшла зі спільного підприємства у вересні, через розбіжності з приводу творчого контролю і фінансових зобов'язань). 1982 року відбулася прем'єра першого кабельного фільму Showtime «Золото сокола», а також його першого оригінального серіалу і дитячої програми «Театр казок».
В 1988 році компанія створила Showtime Event Television (нині Showtime PPV) в якості платного дистриб'ютора програм для спеціальних заходів.
У 1997 році був проведений перший великий ребрендинг каналу з 1980-х років, з новим логотипом, в якому підкреслюється частина назви мережі «SHO». 2000 року Showtime запустила «Showtime Interactive 24.7» — послугу, яка забезпечувала взаємодію її розважальних пропозицій в стилі DVD. У наступному 2001 році Showtime стала однією з перших кабельних мереж, які запустили одночасну трансляцію з високою роздільною здатністю («Зоряний шлях: Повстання» став першим фільмом в мережі, що транслювався в HD); Showtime також почала надавати об'ємний звук Dolby Digital 5.1 для обраних програм.
14 червня 2005 р. Viacom вирішив розділити себе на дві компанії (лише через шість років після придбання компанією CBS), обидві з яких контролюватимуться материнською компанією Viacom National Amusements.
13 серпня 2019 року було офіційно оголошено, що CBS і Viacom об'єднаються в нову структуру, відому як ViacomCBS.
Showtime є одним з двох найбільших телеканалів, які організовують і транслюють бокс. Головний конкурент Showtime — телеканал HBO.
Команда Showtime — телекоментатори Стів Альберт і Джим Грей. Неофіційним підрахунком очок займаються 3 судді з-поміж журналістів.
Канал має особисті контракти з успішними боксерами, такими як — Майк Тайсон, Костянтин Цзю, Семюел Пітер, Флойд Мейвезер та інші.

## Канали
Залежно від постачальника послуг, Showtime надає до шістнадцяти мультиплексних каналів — вісім 24-годинних мультиплексних каналів, кожен з яких транслюється одночасно в стандартному і високому дозволі. Showtime транслює свої основні та мультиплексні канали як за графіком східного, так і тихоокеанського часового поясу.
Передплатники окремої послуги преміум-фільмів The Movie Channel, яка також належить ViacomCBS, не обов'язково повинні підписуватися на Showtime, щоб отримувати TMC і Movie Channel, і спільний сервіс фільмів Flix зазвичай продаються разом в пакеті (хоча в разі Flix це залежить від того, чи транслюється цей канал у конкретного постачальника послуг телебачення), хоча DirecTV і Dish Network по черзі продають TMC. З 1999 по 2005 рік пакет, що включає Showtime і дочірні мережі, продавався як «Showtime Unlimited»; в цей період в ширше коло іноді входив канал Sundance (нині SundanceTV) у вигляді частки Showtime Networks в мережі з моменту її створення в 1996 році до покупки Sundance у 2008 році компанією Rainbow Media.

## Серіали

Логотип одного з найвідоміших серіалів Showtime, Декстер

У 2005 році канал виділив кошти на створення режисерами, відомими в жанрі жахів, серіалу, під назвою «Майстри жахів». Серіал охоплює 26 епізодів (по 13 в кожному сезоні).
При цьому канал дав можливість режисерам самим вибирати сюжет і спосіб реалізації своїх задумів. Серіал демонструвався по каналу з 28 жовтня 2005 по 2 лютого 2007 року.
У 2006 році почалося знімання серіалу "Декстер" за оповіданням Джеффа Ліндсі «Де́мон, що спить у Де́кстері». У 2007 канал запустив серіал «Секс і Каліфорнія» з Девідом Духовни у головній ролі. Серіал швидко завоював популярність і транслюється в 33 країнах світу.
| Назва серіалу         | Роки        | Оригінальна назва       | Актори                                                                                                | Кількість сезонів |
| --------------------- | ----------- | ----------------------- | --- | ----------------- |
| Близькі друзі         | 2000 — 2005 | Queer As Folk           | Мішель Клуні, Роберт Гант, Теа Гілл, Гейл Харольд, Ренді Харрісон, Скотт Лоуелл та інші               | 5                 |
| Косяки                | 2005 — 2012 | Weeds                   | Мері-Луїз Паркер, Александр Гулд, Хантер Перріш, Тоні Патано та інші                                  | 8                 |
| Секс і Каліфорнія     | 2007 — …    | Californication         | Девід Духовни, Наташа Макелхон, Еван Гендлер, Мейделін Мартінта інші                                  | 7                 |
| Медсестра Джекі       | 2009 — …    | Nurse Jackie            | Едді Фалько, Мерріт Вевер, Єва Бест та інші                                                           | 7                 |
| Сполучені Штати Тари  | 2009 — 2011 | United States of Tara   | Тоні Коллетт, Джон Корбетт, Брі Ларсон, Кейр Гілкріст, Розмарі Деуітт та інші                         | 3                 |
| Тюдори                | 2007 — 2010 | The Tudors              | Джонатан Ріс-Майєрс, Джосс Стоун, Сем Нілл та інші                                                    | 4                 |
| Братство              | 2006 — 2008 | Brotherhood             | Джейсон Айзекс, Джейсон Кларк, Аннабет Гіш та інші                                                    | 3                 |
| Мертві, як я          | 2003 — 2004 | Dead Like Me            | Еллен Муф, Лора Харріс, Каллум Блу, Жасмін Гай та інші                                                | 2                 |
| Слово на букву Л      | 2004 — 2009 | The L Word              | Дженнифер Білз, Ерін Деніелс, Лейша Хейлі та інші                                                     | 6                 |
| Декстер               | 2006 — 2013 | Dexter                  | Майкл Голл, Дженніфер Карпентер, Джеймс Ремар, Девід Заєс, Лорен Велез, Джулі Бенц, Ерік Кінг та інші | 8                 |
| Майстри жахів         | 2005 — 2007 | Masters of Horror       | Карен Остін, Дж. Уінстон Керролл, Міхо Нінагава та інші                                               | 2                 |
| Товста акторка        | 2005        | Fat Actress             | Кьорсті Еллі, Брайан Коллен та інші                                                                   | 1                 |
| Полтергейст: Спадок   | 1996 — 1999 | Poltergeist: The Legacy | Дерек де Лінт, Елен Шейвер та інші                                                                    | 4                 |
| Пізнай ворога         | 2005 — 2006 | Sleeper Cell            | Одед Фер, Алекс Нешич, Майкл Ілі та інші                                                              | 2                 |
| Безсоромні            | 2011 — 2021 | Shameless               | Вільям Мейсі, Еммі Россум, Джастін Чатвін та інші                                                     | 11                |
| Борджіа               | 2011 — 2013 | The Borgias             | Джеремі Айронс, Франсуа Арно, Холлідей Грейнджер                                                      | 3                 |
| Батьківщина           | 2011 — …    | Homeland                | | 4                 |
| Невиліковне Це        | 2010 — 2013 | The Big C               | Лора Лінні, Олівер Платт та інші                                                                      | 4                 |
| Оселя брехні          | 2012 — 2016 | House of Lies           | Дон Чідл, Крістен Белл та інші                                                                        | 5                 |
| Епізоди               | 2011 — …    | Episodes                | Метт Леблан, Стівен Менген, Темзін Ґреґ, Джон Пенкоу                                                  | 4                 |
| Вебтерапія            | 2011 — …    | Web Therapy             | Ліза Кудроу, Дон Рус та інші                                                                          | 2                 |
| Рей Донован           | 2013 — …    | Ray Donovan             | Лев Шрайбер, Пола Малкомсон, Джон Войт та інші                                                        | 1                 |
| Майстри сексу         | 2013 — …    | Masters of Sex          | Майкл Шин, Ліззі Каплан та інші                                                                       | 1                 |
| Твін Пікс: Повернення | 2017        | Twin Peaks: The Return  | Кайл Маклахлен                                                                                        | 1                 |